# PSR J0337+1715
PSR J0337+1715是一顆毫秒脈衝星，於2014年由綠堤望遠鏡以飄移掃描巡天發現。該脈衝星每秒自轉366次，距離地球4200光年，在天球上位於金牛座。PSR J0337+1715與另外兩顆白矮星互相環繞的軌道半徑在1天文單位以下。系統中其中一個軌道的週期為1.6日，另一個軌道周期327日。因此，這樣的環境提供了重力和強等效原理性質的試驗機會，並且精確度可較先前的試驗提升幾個數量級。
觀測的結果於2018年出版的論文中發表，觀測結果和等效原理的理論值差距不到百萬分之三。